# Georg Leopold von Zangen
Georg Leopold von Zangen (* 7. Juli 1792 in Gießen; † 25. Februar 1851 in Stuttgart) war ein deutscher Jurist.

## Leben
Georg Leopold von Zangen war Sohn von Oberstleutnant Ludwig von Zangen.
Er besuchte das Gymnasium in Gießen (heute: Landgraf-Ludwigs-Gymnasium) und studierte an der dortigen Universität Rechtswissenschaften. Nach Abschluss des Studiums erhielt er am 4. Juli 1814 eine Anstellung als Akzess (Anwartschaft, Vorbereitungsdienst) beim Sekretariat der Regierung, des Kirchen- und Schulrates sowie des Hofgerichts Gießen.
Am 2. Oktober 1817 wurde er Akzess im Sekretariat des Ministeriums der auswärtigen Angelegenheiten in Darmstadt, und am 6. Juli 1819 wurde er zum Legationssekretär ernannt, worauf am 12. Juli 1823 die Ernennung zum Wirklichen Geheimen Legationssekretär und am 13. September 1824 die zum Legationsrat folgte.
Im Sommer 1828 erhielt er eine Anstellung als Regierungsrat und Rat bei der Königlich-Preußischen und Großherzoglich-Hessischen Zolldirektion in Köln und 1834 bei der Königlich-Württembergischen und Großherzoglich-Hessischen Zolldirektion in Stuttgart. Dort war er zugleich Vereinsbevollmächtigter im Deutschen Zollverein.
Am 19. Juni 1840 wurde er zum Geheimen Oberfinanzrat ernannt und am 26. Dezember 1841 mit dem Ritterkreuz I. Klasse des Grossherzoglich-Hessischen Ludwigordens ausgezeichnet.

## Schriften (Auswahl)
- Georg Leopold von Zangen; Carl Hofmann: Alphabetisches Register der von der Mitte des Jahres 1806 bis Ende 1823 in dem Großherzogthum Hessen erschienenen Verordnungen und Verfügungen mit Zuweisung auf die Verordnungs-Sammlungen, die Regierungsblätter und die Zeitungen, in welchen diese Verordnungen und Verfügungen abgedruckt sind. Carl Wilhelm Leske, Darmstadt 1824.
- Georg Leopold von Zangen (Bearbeiter): Die Verfassungs-Gesetze deutscher Staaten in systematischer Zusammenstellung. Band 1. Carl Wilhelm Leske, Darmstadt / Leipzig 1828, archive.org.
- Georg Leopold von Zangen (Bearbeiter): Die Verfassungs-Gesetze deutscher Staaten in systematischer Zusammenstellung. Band 2. Carl Wilhelm Leske, Leipzig und Darmstadt 1829.
- Georg Leopold von Zangen (Bearbeiter): Die Verfassungs-Gesetze deutscher Staaten in systematischer Zusammenstellung. Band 3. Carl Wilhelm Leske, Leipzig und Darmstadt 1836, archive.org.